# متلازمة شايا
متلازمة شايا أو سكي (بالإنجليزية: Scheie syndrome)‏ هو أخف أنواع داء عديد السكاريد المخاطي النوع الأول (MPS 1) وهو مرض نادر من أمراض التخزين الليسوسومي، مع  تشوه في العظام، وتأخر في التطور الحركي.

## معلومات الوباء
يصاب حوالي شخص واحد من كل نصف مليون شخص.
والمرض من الأمراض النادرة جدا التي تأخذ التصنيف (المراجعة العاشرة للتصنيف الدولي للأمراض: E76.0)

## التوصيف الطبي
الأعراض تبدأ في العادة بعد عمر الخامسة. ولكنها في بادئ الأمر تكون أعراض لا يلاحظها المريض إلا في سن البلوغ. المرضى لهم طولا طبيعيا ولا يعانوا من مشاكل فهمية.

## أعراض
من أعراض المرض:
- عتامة القرنية تظهر بشكل واضح من بعد عمر أربع سنين.
- مياه زرقاء تنشأ أكثر من قرينة متلازمة هيرلر.
- يظهر المرضى خشونة طفيفة في ملامح الوجه مع شفاه عريضة وفم كبير.

من الأعراض المحتملة:
- إفرازات أنفية
- مفاصل متصلبة
- ضياع السمع لسبب عصبي حسي
- تغيرات طفيفة في العظام
- متلازمة النفق الرسغي
- قصور الصمام الأبهري
- تغلل غليكوز أمينوغليكان إلى الأم الجافية يمكن أن يتسبب في الضغط على الجزء العنقي للنخاع الشوكي، من دون أي تدخل جراحي يمكن أن يتطور إلى شلل تشنجي.[3]

## أسباب المرض
سبب متلازمة شايا هي طفرات في الجين IDUA الذي يحمل التوصيف التالي على الكرموسوم (4p 16.3)، مما يؤدي إلى ضياع جزئي لنشاط إنزيم ألفا-ال-ايديرونيدايز والذي بدوره يؤدي إلى تخزين كبريتات الهيباران وكبريتات الدرمان في الجسيم الحال.
المرض وراثي متنحي.

## التشخيص
من الصعب تشخيص المرض لأن أعراضه ليست خاصة به لوحده. ولكن التشخيص مهم من أجل العلاج السريع والمبكر.
عن طريق التحاليل المخبرية يتم التالي:
- التحقق من الكمية المتزايدة لكبريتات الهيباران وكبريتات الدرمان في البول. يستخدم اختبار دي ام بي (DMB-Test)، والكاشف الكهربائي جي أي جي (GAG-Elektrophorese).
- الكشف عن نقص إنزيم ايدورونيداز في خلايا الدم البيضاء أو الأرومات الليفية.
- يوجد كذلك اختبارات جزيئية.

## التشخيص التفريقي
يجز التفريق بينه وبين الانواع الخطيرة لداء عديد السكريد المخاطي:
- متلازمة هيرلر. (MPS I H)
- متلازمة هيرلر و شايا.(MPS I HS)
- النوع السادس والثاني لداء عديد السكريد المخاطي (MPS VI and II)